# ArchDaily
ArchDaily — архітектурне онлайн-видання. Засноване у березні 2008 році у Нью-Йорку як джерело безперервної інформації для архітекторів. Аудиторія інтернет-видання сягає близько 7 000 000 відвідувачів у місяць. Головний редактор — Девід Басульто.
Сайт публікує матеріали про останні архітектурних новини: проекти, продукти, події, інтерв'ю та конкурси. Місією компанії є поліпшення якості життя майбутніх 3 мільярдів людей, які створюватимуть міське середовище в наступні 40 років, а також надихати їх, забезпечувати знаннями та необхідними інструментами. Редакція працює з найпрестижнішими і впливовими архітектурними бюро по всьому світу для створення якісного і цінного контенту для читачів архітекторів, дизайнерів та всіх інших, хто цікавиться архітектурою. 
Сайт має канали англійською, іспанською та португальською мовами та щодня публікує близько 60 нових проектів.
Редакція
- Девід Басульто, архітектор — головний редактор, співзасновник
- Девід Ассаель, архітектор, майстер містобудування — співзасновник, CEO
- Ніко Сайєх, архітектор, архітектурний фотограф — головний архітектурний редактор
- Беккі Кітналь — виконавчий редактор
- Дієго Ернандес, архітектор — редактор проектів
- Фернанда Кастро, архітектор — редактор проектів
- Рорі Скотт — менеджер-редактор
- Карісса Розенфілд — редактор колонки «США», колонка «Новини»
- Джеймс Тейлор-Фостер — пишучий редактор
- Гілі Мерін — пишучий редактор, колонка «Класика»; ізраїльський кореспондент